# James Neal
James Neal (ur. 3 września 1987 w Whitby) – kanadyjski hokeista, reprezentant Kanady.

## Kariera
- Whitby Wildcats Minor Midget AAA (2002–2003)
- Bowmanville Eagles (2003–2004)
- Plymouth Whalers (2004–2007)
- Iowa Stars (2007–2008)
- Dallas Stars (2008–2011)
  -  Manitoba Moose (2008)
- Pittsburgh Penguins (2011–2014)
- Nashville Predators (2014–2017)
- Vegas Golden Knights (2017–2018)
- Calgary Flames (2018-2019)
- Edmonton Oilers (2019-2021)
- St. Louis Blues (2021-)

Wychowanek Whitby Wildcats Minor Midget AAA. Przez cztery sezony występował w kanadyjskich klubach Bowmanville Eagles i Plymouth Whalers. Następnie rok spędził na zapleczu NHL w zespole Iowa Stars. W ekipie Gwiazd występował też przez kolejne trzy sezony, ale już w drużynie z Dallas (w tym okresie zagrał także pięć meczów w Manitoba Moose). W 2011 odszedł do Pittsburgh Penguins. W 2014 został zawodnikiem Nashville Predators. 21 czerwca 2017 został wybrany w drafcie jako gracz niechroniony do nowo powstałej drużyny Vegas Golden Knights]. Stamtąd w połowie 2018 trafił do Calgary Flames. Od lipca 2019 był graczem Edmonton Oilers, gdzie w lipcu 2021 jego kontrakt został wykupiony przez klub. We wrześniu 2021 przeszedł do St. Louis Blues.
Został reprezentantem Kanady. Występował w kadrze juniorskiej kraju na mistrzostwach świata do lat 20 w 2007, gdzie zdobył złoty medal.
Uczestniczył w turniejach mistrzostw świata w 2009 i 2011, zdobywając na tej drugiej imprezie srebrny medal.

## Sukcesy

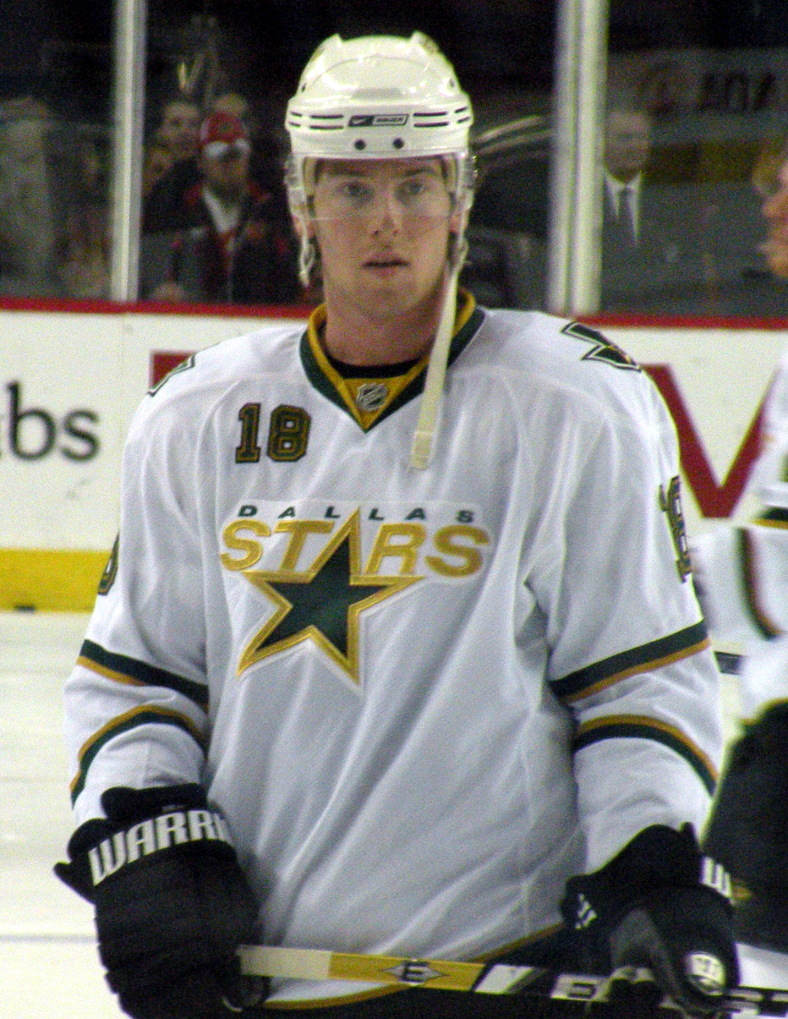
James Neal w barwach Dallas Stars (2009)

Reprezentacyjne
- Złoty medal mistrzostw świata juniorów do lat 20: 2007
- Srebrny medal mistrzostw świata: 2011

Klubowe
- J. Ross Robertson Cup - mistrzostwo OHL: 2007

Indywidualne
- OHL 2004/2005:
  - Uczestnik CHL Top Prospects Game
- OHL i CHL 2006/2007:
  - Pierwszy skład gwiazd OHL
  - Drugi skład gwiazd CHL
- NHL 2008/2009:
  - Uczestnik NHL YoungStars-Game
- NHL (2011/2012):
  - Pierwszy skład gwiazd NHL
- NHL (2016/2017)
  - NHL All-Star Game 2017
- NHL (2017/2018)
  - NHL All-Star Game 2018